# Îles Cassitérides

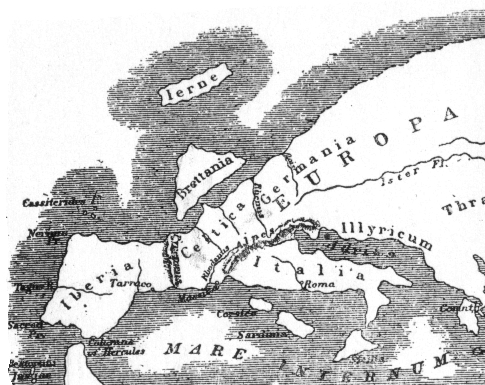
Carte de l'Europe selon Strabon ; les Cassitérides sont représentées au large de la côte nord-ouest de l'Ibérie.

Les îles Cassitérides, c'est-à-dire les « Îles de l'étain » (du mot grec kασσίτερος/kassiteros qui signifie étain), étaient, dans la géographie antique, le nom d'îles considérées comme étant situées quelque part près des côtes occidentales de l'Europe.

## Sources antiques
Déjà Hérodote (-430) avait vaguement entendu parler d'elles. Plus tard, certains auteurs comme Posidonios, Diodore de Sicile (au Ier siècle av. J.-C.), Strabon (entre 20 av. J.-C. et 23 apr. J.-C.) et d'autres, les désignent comme des petites îles situées au large de la côte du nord-ouest de l'Espagne, qui contenaient des mines d'étain. Comme l'indique Strabon, l'étain et le plomb en étaient extraits. Bien qu'un passage dans Diodore fasse plutôt dériver le nom de leur proximité des zones stannifères du nord-ouest de l'Espagne. Ptolémée (vers 150) et Denys le Périégète les mentionnent également : le premier comme étant dix petites îles situées au nord-ouest de la côte espagnole, disposées symboliquement en anneau ; le second les met en relation avec les Îles britanniques. Citons enfin Pomponius Mela (vers 43) qui les localise en face du pays des Celtes et Pline l'Ancien (vers 77), en face de la Celtibérie (mais qui parle de commerce de plomb). 

## Tentatives d'identification
Alors que la connaissance géographique de l'Occident était encore lacunaire et que les secrets du commerce de l'étain étaient bien gardés, en particulier par les marins de Cadix qui en faisaient le commerce, les Grecs anciens savaient seulement que l'étain leur parvenait par la mer de l'ouest lointain, et l'idée d'une île qui produisait de l'étain a naturellement surgi. Plus tard, quand l'ouest a mieux été exploré, on a constaté que l'étain provenait réellement de deux régions, au nord-ouest de  l'Espagne et dans les Cornouailles. 
Ni l'une ni l'autre ne pourrait s'appeler des petites îles ou être décrites comme telles. Ainsi, les Cassitérides n'ont jamais été identifiées ni par les géographes grecs ni par les géographes romains. Les auteurs modernes ont perpétué l'erreur selon laquelle les îles Cassitérides étaient des lieux distincts et ont fait de nombreuses tentatives pour les identifier. Les petites îles au large de la côte du nord-ouest de l'Espagne, les promontoires de cette même côte, ou encore les Îles Scilly, la Cornouaille, et les Îles Britanniques sont des lieux qui ont été alternativement suggérés. Mais aucun ne convient. Ni les îles espagnoles ni les îles Scilly ne contiennent d'étain, du moins en quantité significative. Ni les îles britanniques ni la péninsule ibérique ne peuvent être qualifiées de petites îles au nord-ouest de l'Espagne. Il semble donc plus probable que les Cassitérides représentent simplement la première connaissance vague des Grecs que l'étain provenait d'outre-mer quelque part au-delà de l'Europe de l'Ouest.

## Galerie

Reconstitution de la carte du monde de Pomponius Mela par l'historien Konrad Miller (de). Les îles Fortunées sont tout en bas (à l'ouest).
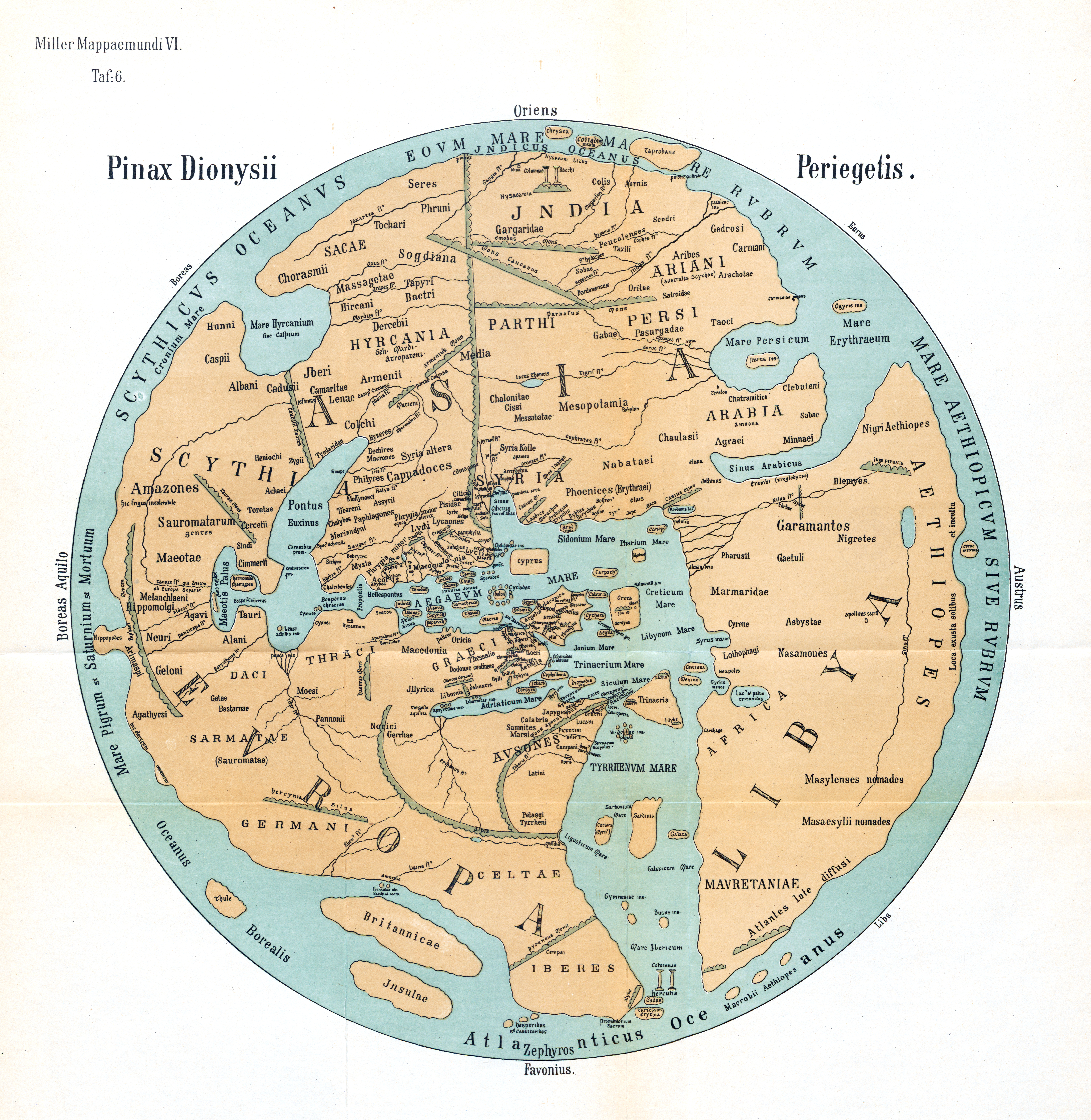
Carte établie par l'historien Konrad Miller (de), d'après Denys le Périégète. Les îles Cassitérides sont tout en bas (à l'ouest), identifiées aux "Hespérides".